# Cratiria dissimilis
Cratiria dissimilis är en lavart som först beskrevs av William Nylander och fick sitt nu gällande namn av Bernhard Marbach 2000. 
Cratiria dissimilis ingår i släktet Cratiria och familjen Caliciaceae. Inga underarter finns listade i Catalogue of Life.